# Васильевка (Узловский район)
Васильевка — деревня в Узловском районе Тульской области России.
В рамках административно-территориального устройства относится к Каменской сельской администрации Узловского района, в рамках организации местного самоуправления входит в Каменецкое сельское поселение.

## География
Расположена в 6 км к востоку от железнодорожной станции Узловая I (города Узловая).

## Население
| 2002 | 2010 |
| ---- | ---- |
| 248  | ↘230 |

Население — 230 чел. (2010).